# Littleville (Alabama)
Littleville es un pueblo ubicado en el condado de Colbert en el estado estadounidense de Alabama. En el censo de 2000, su población era de 978.

## Demografía
En el 2000 la renta per cápita promedia del hogar era de $ 32.583$, y el ingreso promedio para una familia era de 35.913$. El ingreso per cápita para la localidad era de 14.372$. Los hombres tenían un ingreso per cápita de 31.852$ contra 21.250$ para las mujeres.

## Geografía
Littleville está situado en 34°35′27″N 87°40′32″O / 34.59083, -87.67556 (34.590933, -87.675599)
Según la Oficina del Censo de los EE. UU., la ciudad tiene un área total de 5.07 millas cuadradas (13.13 km²).